# Beggar-thy-Neighbor-Politik
Der Begriff Beggar-thy-neighbour-Politik (deutsch „mach deinen Nachbarn zum Bettler“ oder „ruiniere deinen Nachbarn“) bezeichnet eine volkswirtschaftliche, merkantilistische bzw. neomerkantilistische Strategie der Maximierung des nationalen Handelsbilanzüberschusses und damit der inländischen Währungsreserven.

## Allgemeines
Der Terminus geht auf Adam Smith zurück, der ihn im März 1776 in seinem Buch „Wealth of Nations“ verwendet hat. Gemeint sind wirtschaftspolitische Maßnahmen eines Landes, die durch Steigerung der Exporte unter gleichzeitiger Hemmung von Importsteigerungen im Inland das Einkommen und/oder die Beschäftigung erhöhen sollen. Steigende Exporte bewirken zusätzliche Arbeit und mehr Einkommen bei privaten Haushalten, ein Teil dieses zusätzlichen Einkommens wird erfahrungsgemäß wieder für den Kauf von Gütern oder für Dienstleistungen ausgeben, was neues Einkommen entstehen lässt (Exportmultiplikator). Da die Steigerung der Exporte eines Landes für andere Länder eine Steigerung der Importe bedingt, kann sich durch diese Politik in den anderen Ländern eine kontraktive Wirkung ergeben (z. B. höhere Arbeitslosigkeit).

## Beispiele
Klassische Maßnahmen einer Beggar-thy-Neighbour-Politik können z. B. sein:
- eine unnötige kompetitive Abwertung der heimischen Währung,[5]
- eine unnötige innere Abwertung (Senken der inländischen Löhne und Preise ohne Abwertung der Währung),[6]
- sonstige Maßnahmen der Einfuhrbeschränkung wie z. B. Einfuhrkontingente,
- Maßnahmen der Exportförderung[7]
- in neuerer Zeit auch Wechselkursmanipulationen und subtilere Maßnahmen wie bestimmte Maßnahmen der Steuerpolitik, der Wettbewerbspolitik und der Beeinflussung ausländischer Direktinvestitionen.[8]

Kompetitive Abwertungen führten in den 1930er Jahren im Zuge der Weltwirtschaftskrise in einen Währungskrieg. Um weitere Währungskriege zu verhindern, entwickelte John Maynard Keynes die Idee einer internationalen Clearing Union (Bancor-Plan), die er 1944 auf der Konferenz von Bretton Woods vorschlug. Stattdessen jedoch wurde der Plan der US-Delegation unter Harry Dexter White umgesetzt, der Dollar zum Weltgeld gemacht und damit das Bretton-Woods-System gegründet. Dieses scheiterte jedoch in den 1970er Jahren.
Seitdem sind gelegentlich wieder kompetitive Abwertungen aufgetreten bzw. auf internationalen Druck verhindert worden, die als Beggar-thy-Neighbour-Politik angesehen wurden. Auch die deutschen Exportüberschüsse gegenüber der Eurozone werden von manchen als Beggar-thy-neighbour-Problem eingestuft. Andere gehen davon aus, dass die Exportüberschüsse, die der internationalen Arbeitsteilung und der unterschiedlichen Wirtschaftsstruktur der Staaten entspringen, auch auf die Defizitländer eine positive Auswirkung haben und dass Maßnahmen zu ihrer Senkung das Gesamtvolumen des Handels und damit die Wirtschaftskraft in allen beteiligten Ländern senken würden (Lose-lose-Situation). So sichere der deutsche Exportüberschuss wegen der europäischen Handelsverflechtungen auch 3,5 Millionen Arbeitsplätze in anderen europäischen Ländern.
Von Seiten anderer Experten wird kritisiert, die Debatte über Handelsungleichgewichte werde immer noch wie zu Zeiten des Merkantilismus auf rein nationaler Ebene geführt, obwohl die Weltwirtschaft mittlerweile enorm stark integriert sei. Wegen der globalen Wertschöpfungsketten profitierten auch die vermeintlichen Defizitländer sehr stark vom Exportüberschuss anderer Staaten, zudem könne man Güter und Dienstleistungen gar nicht mehr eindeutig einem einzelnen Staat zuordnen. Außerdem ist fraglich, inwieweit Handelsungleichgewichte zwischen Staaten überhaupt durch staatliche Maßnahmen (insbesondere des Überschusslandes) beeinflusst werden können, da sie in der Regel einfach der Tatsache entspringen, dass die Güter der einen Volkswirtschaft stärker nachgefragt werden als die der anderen. So scheiterte US-Präsident Donald Trump mit dem Versuch, das Leistungsbilanzdefizit der USA gegenüber China zu reduzieren. Die Bundesbank, die die deutsche Leistungsbilanz regelmäßig erfasst, geht davon aus, dass staatliche Maßnahmen der Regierung nur einen geringen Einfluss auf die Handelsbilanz nehmen. Die meisten Ökonomen stufen Bilanzüberschüsse und -defizite nicht per se als gut oder schlecht ein, es gebe dabei nicht automatisch „Gewinner“ und „Verlierer“. Manche Ökonomen gehen sogar davon aus, dass bilaterale Handelsungleichgewichte keine ökonomische Bedeutung haben.

## Kritik
Bereits Adam Smith ging in seinem „Wealth of Nations“ (1776) davon aus, dass die Beggar-thy-neighbor-Strategie der Merkantilisten zu internationalen Spannungen führt, und kritisierte daher diese Praxis.
John Maynard Keynes sah diese Gefahr nach der Erfahrung der Abwertungswettläufe der 1930er Jahre ebenfalls und entwickelte mit dem Bancor-Plan eine systematische Strategie, um solche den Frieden gefährdende Beggar-thy-neighbor-Spiralen zu vermeiden: eine internationale Clearing Union. Zwar scheiterte Keynes 1944 auf der Konferenz von Bretton Woods damit, diesen Plan auf globaler Ebene umzusetzen. Die Idee wurde aber auf europäischer Ebene zwischen 1950 und 1958 mit der europäischen Zahlungsunion erprobt.
Ebenfalls in den 1930er Jahren formulierte Wilhelm Lautenbach die Nullsummenspiel-Struktur von Beggar-thy-neigbour-Strategien.
Der Ökonom Heiner Flassbeck geht davon aus, dass auch das Konzept des „Wettbewerbs der Nationen“ auf beggar-thy-neighbour hinausläuft und zu gesamtwirtschaftlichen Wohlstandseinbußen durch eine Deflationsspirale und zur Verschlechterung der internationalen Beziehungen führe.
Joseph Stiglitz weist darauf hin, dass eine protektionistische Beggar-thy-neighbour-Politik, also eine Politik, die eine Erhöhung der Leistungsbilanzüberschüsse durch Importverminderungen anstrebt, letztlich dazu führt, dass auch die Exporte zurückgehen. Wenn aber der Außenhandel insgesamt zurückgeht, dann wäre die Einbindung in die internationale Arbeitsteilung nicht mehr gegeben, was zu Effizienzverlusten und damit zu Wohlfahrtsverlusten führen müsse.